# Экономика семьи
Экономика семьи (англ. family economics) — исследование института семьи с точки зрения разделения труда, распределения благ и процесса принятия решений. Экономический анализ позволяет объяснить такие явления, как брак, рождение детей, фертильность, полигамия, домашнее производство, приданое.
Семья считается одним из ключевых экономически значимых институтов со времён Адама Смита, однако до 1960-х годов в этом свете практически не изучалась. Важными исключениями являются модель демографического роста Мальтуса и работа Энгельса по структуре семьи. Начиная с 1960-х годов институт семьи попал в поле зрения экономического мейнстрима. Пионерами стали представители т.н. новой домашней экономики: Гэри Беккер, Джейкоб Минсер и их студенты. Стандартные предметы исследования:
- решения о рождаемости и спрос на рождение детей в развитых и развивающихся странах[3];
- детское здоровье и смертность[4];
- взаимосвязь и компромисс между количеством и качеством воспитания детей[5][6][7];
- альтруизм в семье, в том числе теорема о дурном ребёнке[8];
- половое разделение труда, переговоры внутри домохозяйства, функция производства домохозяйства[9];
- выбор партнёра[10], издержки поиска, брак, развод, несовершенная информация[11];
- организация семьи, происхождение и перспективы детей[12];
- мобильность и неравенство между поколениями[13], в том числе вопросы завещания[14];
- человеческий капитал, социальная защита, становление и распад семей[15]
- макроэкономика семьи[16][17].

Объём публикаций достаточно велик, включает трактаты и справочники.